# Ciudad Ayala
Ayala é um município do estado de Morelos, no México. Anteriormente, denominava-se "San Francisco Mapachtlan".